# Джон, Коллинс
Коллинс Джон (нидерл. Collins John; род. 17 октября 1985, Зведру) — нидерландский футболист, игравший на позиции нападающего.

## Биография
Джон начал свою профессиональную карьеру в нидерландской команде первого дивизиона «Твенте», в возрасте 17 лет, забив 11 голов в лиге в течение полутора сезонов в клубе. Коллинс был подписан «Фулхэмом» 31 января 2004 года, а главный тренер дачников охарактеризовал этот трансфер как расширение атакующих возможностей клуба. Он подписал контракт в размере 600 000 фунтов стерлингов, и был представлен на стадионе «Фулхэма» «Крейвен Коттедж» Джоном Коллинзом, его обратным тезкой. Его дебютом за клуб стала замена в матче, когда Джон заменил Марка Пембриджа в проигранном матче против «Челси» на «Стэмфорд Бридж» 20 марта 2004 года.

## Статистика

### Матчи Джона за сборную Нидерландов
| Матчи Джона за сборную Нидерландов | Матчи Джона за сборную Нидерландов | Матчи Джона за сборную Нидерландов | Матчи Джона за сборную Нидерландов | Матчи Джона за сборную Нидерландов | Матчи Джона за сборную Нидерландов |
| ---------------------------------- | ---------------------------------- | ---------------------------------- | ---------------------------------- | ---------------------------------- | ---------------------------------- |
| №                                  | Дата                               | Соперник                           | Счёт                               | Голы Джона                         | Соревнование                       |
| 1                                  | 18 августа 2004                    | Швеция                             | 2:2                                | —                                  | Товарищеский матч                  |
| 2                                  | 3 сентября 2004                    | Лихтенштейн                        | 3:0                                | —                                  | Товарищеский матч                  |

Итого: 2 матча / 0 голов; 1 победа, 1 ничья, 0 поражений.